# 大賀酒造 (福岡県)
大賀酒造株式会社（おおがしゅぞう）は、福岡県筑紫野市の酒造メーカー。延宝元年（1673年）に創業された、県内でもっとも古い酒蔵である。ブランド名は玉出泉（たまでいづみ）。

## 概要
- 沿革 - 延宝元年（1673年）創業
- 代表者 - 大賀信一郎

## 商品一覧
- 日本酒
- 焼酎・梅酒
- 奈良漬け

他

## 受賞歴
全国新酒鑑評会
平成14酒造年 - 29酒造年
- 「筑紫野」金賞受賞 - 平成29年受賞